# Pseudomalus auratus
Pseudomalus auratus is een vliesvleugelig insect uit de familie van de goudwespen (Chrysididae). De wetenschappelijke naam is gepubliceerd in 1758 door Linnaeus in de tiende editie van Systema naturae.